# Sarcophage de Junius Bassus
Le sarcophage de Junius Bassus est un sarcophage de marbre datant de la période chrétienne primitive. 
Il fut utilisé pour l'enterrement de Junius Bassus, mort en 359. Il est le plus célèbre relief de l'art paléochrétien et l'un des plus anciens sarcophages sculptés avec des thèmes chrétiens. Les scènes représentées, complexes, font référence aussi bien à l'Ancien qu'au Nouveau Testament.
Initialement placé dans l'antique basilique vaticane, ce sarcophage fut redécouvert en 1595 ou 1597 et se trouve aujourd'hui au musée Pio Cristiano (musée de la basilique Saint-Pierre) au Vatican.

## Junius Bassus
Junius Bassus était un sénateur romain et préfet de Rome. Il mourut à l'âge de 42 ans en 359. Son père, Junius Annius Bassus, avait été préfet du prétoire. Il était chargé de l'administration d'une grande partie de l'Ouest de l'Empire romain. Bassus servit sous Constance II, fils de Constantin Ier. Le sarcophage indique qu'il s'est converti au christianisme peu avant sa mort, peut-être même sur son lit de mort. Beaucoup à cette époque considéraient encore qu'il n'était pas possible pour un empereur ou un haut fonctionnaire romain comme Bassus d'être chrétien.

## Description
Le sarcophage fut conçu pour être placé contre un mur avec des gravures sur 3 côtés. Ces gravures ont été faites en haut-relief (taillées en trois dimensions) et représentent différentes scènes avec des personnages situés entre des colonnes. Le style général est typique de l'Anatolie de l'époque. Le défunt n'est pas représenté, mais une inscription élogieuse est présente sur le sarcophage.
Sur la face du sarcophage, dix niches représentent des scènes de l'ancien et du nouveau Testament. Celles du haut sont séparées par des colonnes libres décollés du fond et représentent, de gauche à droite : la Ligature d'Isaac, l'arrestation de Pierre, le Christ en gloire, le Christ conduit à Ponce Pilate et Pilate se lavant les mains. La première scène se trouve dans l'ancien testament. On y retrouve Isaac adolescent et le belier sacrifié à sa place. L'arrestation de Pierre est un évènement du nouveau testament. Le Christ en gloire ou Traditio Legis ne se trouve pas dans l'évangile. Elle représente la transmission de la loi, soit une image théologique du message évangélique. La scène de l'arrestation du Christ se trouve dans le nouveau testament, le Christ subit l'interrogatoire d'un ancien Grand prêtre, puis un procès devant le tribunal du Sanhédrin. La dernière scène du haut se trouve dans le nouveau testament, c'est la comparution devant le représentant du pouvoir politique romain : le procureur romain Pilate. 
Les scènes du bas sont séparées par des colonnes libres à chapiteau et représentent, de gauche à droite, Job dans le dénuement et pleuré par ses proches, le péché originel, l'entrée du Christ à Jérusalem, Daniel dans la fosse aux lions et l'arrestation de Paul. L'histoire de Job dans l'ancien testament est représentée sur le sarcophage avec des vêtements d'esclave face à deux personnes riches. La deuxième scène représente Adam et Eve nus ainsi qu'un serpent. La troisième scène est une référence à l'ancien testament. La quatrième scène fait référence à Daniel face aux lions qui représentent la puissance divine. La dernière scène représente un soldat romain qu'on reconnait grâce à son glaive, face à saint Paul reconnaissable avec sa calvitie marquée et sa barbe.
Dans les écoinçons, les personnages des scènes sont des agneaux. De chaque côté du Christ entrant à Jérusalem sont représentés la Multiplication des pains et le Baptême du Christ. Les autres scènes pourraient être Ananias, Azarias et Misaël, la résurrection de Lazare, Moïse recevant les tables de la loi et Moïse frappant un rocher,.
Sur les côtés, les gravures sont plus proches du style romain traditionnel. On peut par exemple voir des angelots récoltant des raisins et d'autres scènes liées à la thématique des saisons. L'inscription chantant les louanges de Junius Bassus est situé sur une plaque endommagée qui surmonte le couvercle. Ce poème le décrit comme un néophyte ou un récent converti. Le couvercle et les coins sont gravement endommagés. On peut tout de même distinguer de petits reliefs montrant des scènes de fêtes et une procession funéraire dans le style typique des sarcophages païens. Il est possible que le couvercle n'ait pas été créé pour ce sarcophage car son style ne correspond pas à celui de la base.

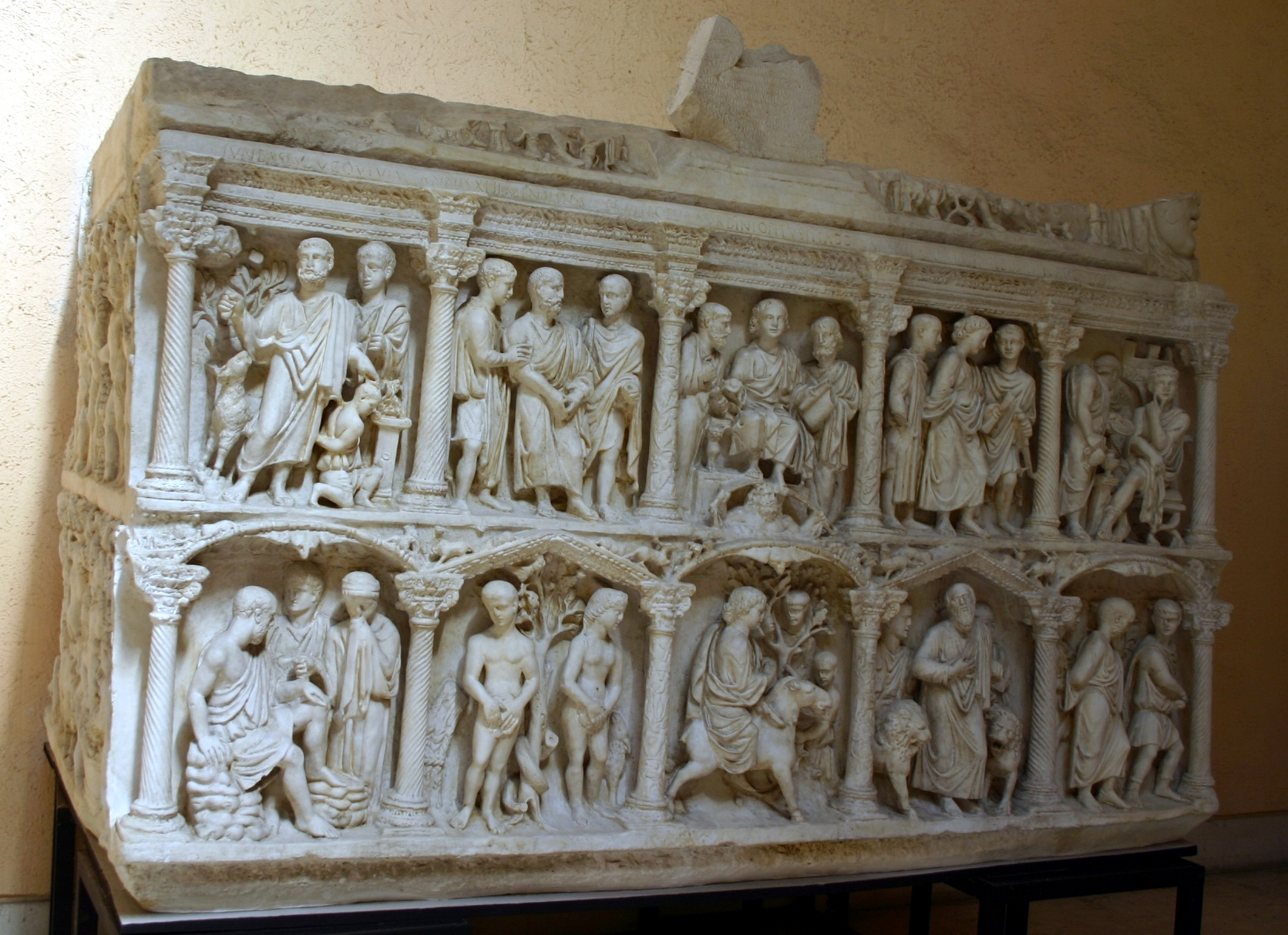
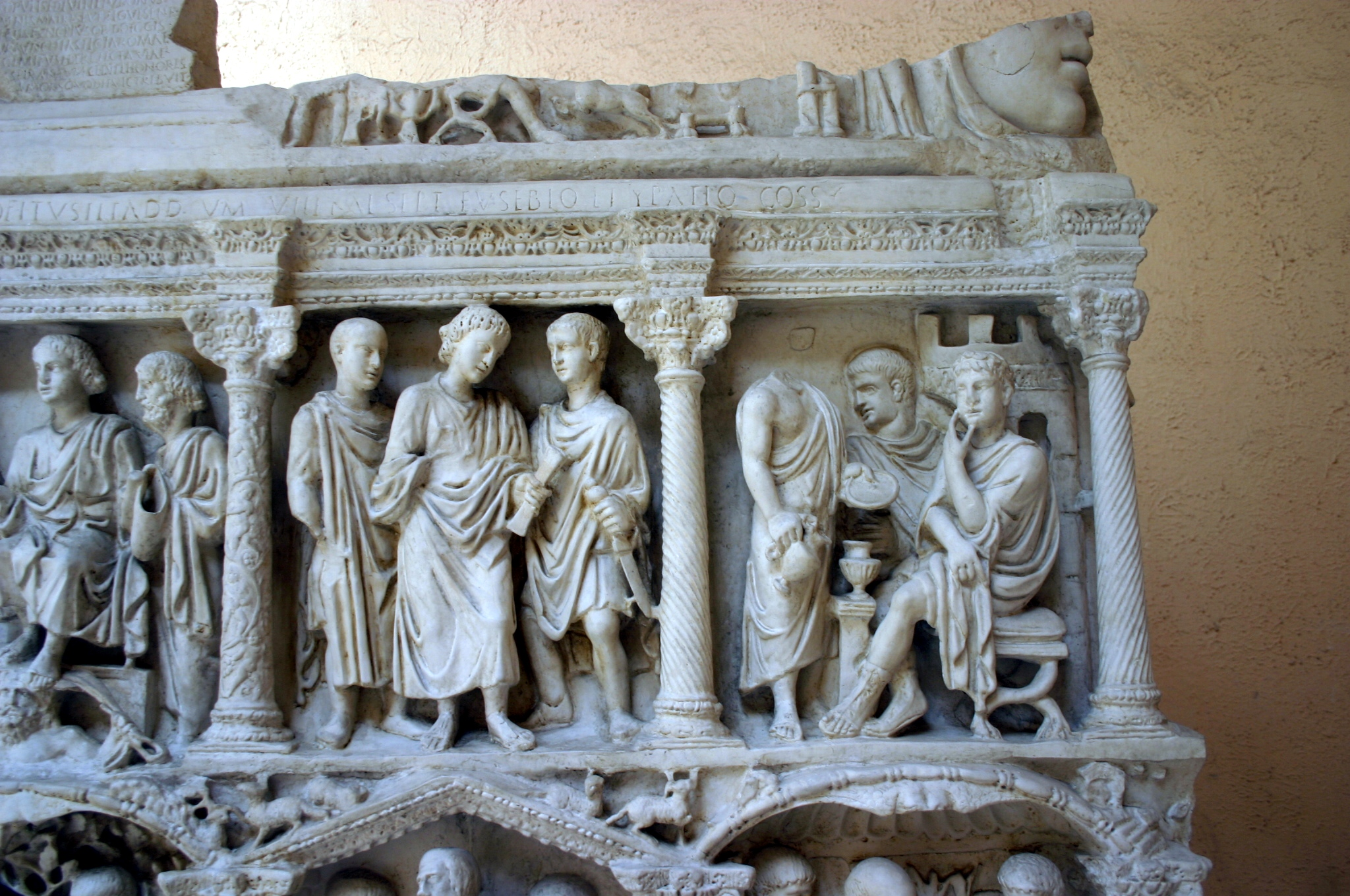
Au centre, la Traditio Legis. À gauche, le procès du Christ. À droite, Pilate se lavant les mains.
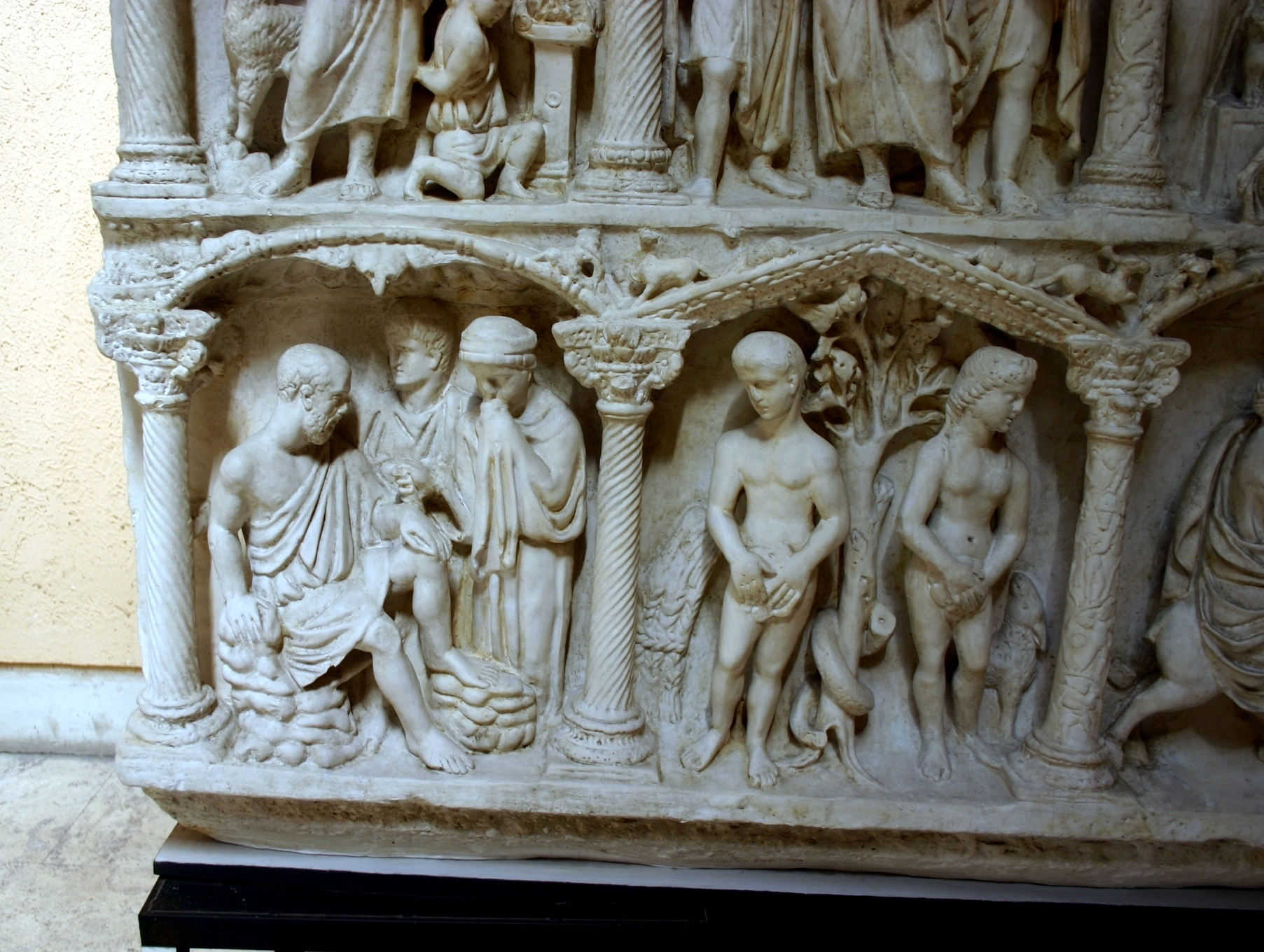
À gauche, Job dans le dénuement. À droite, le péché originel.
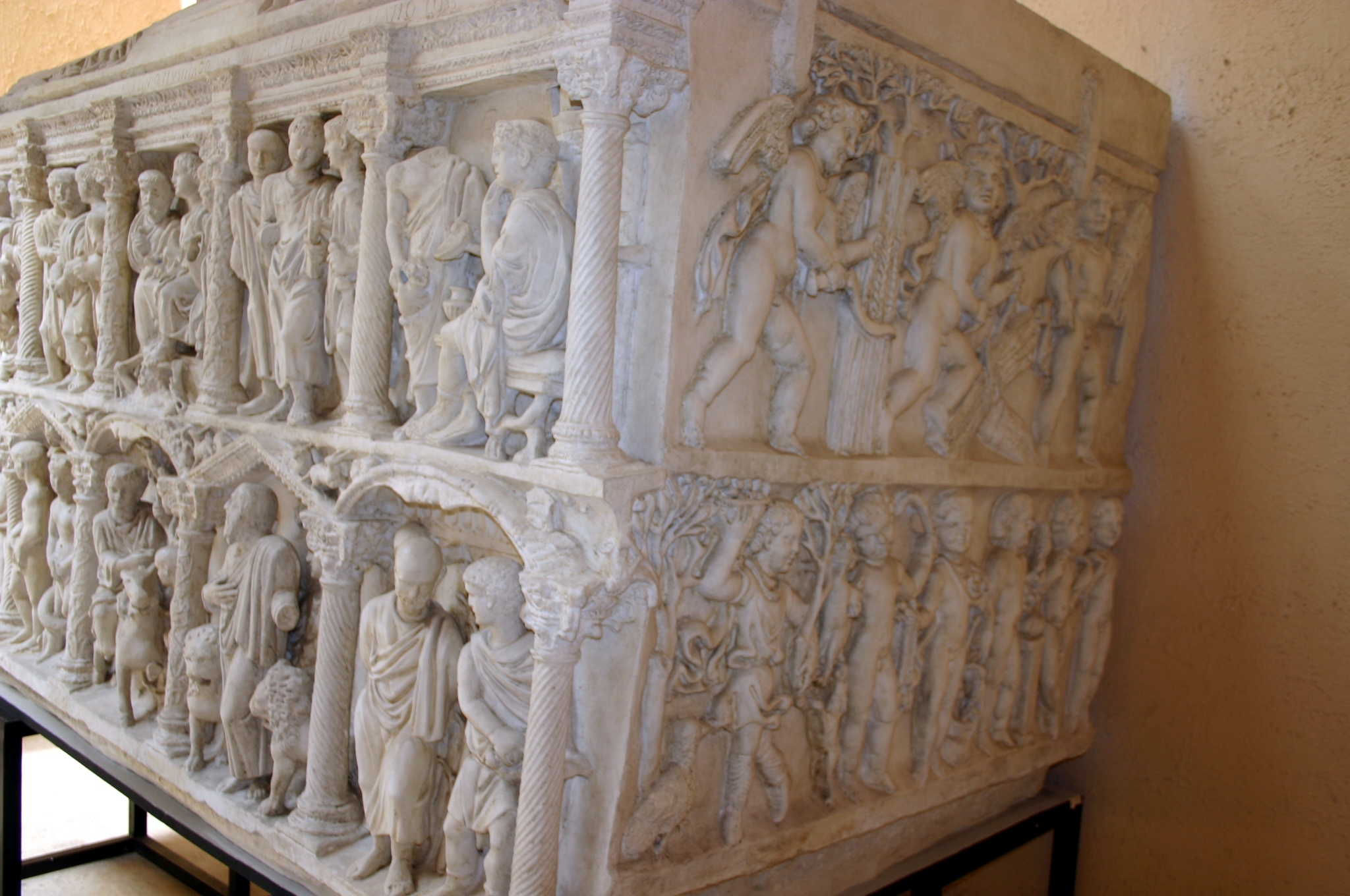
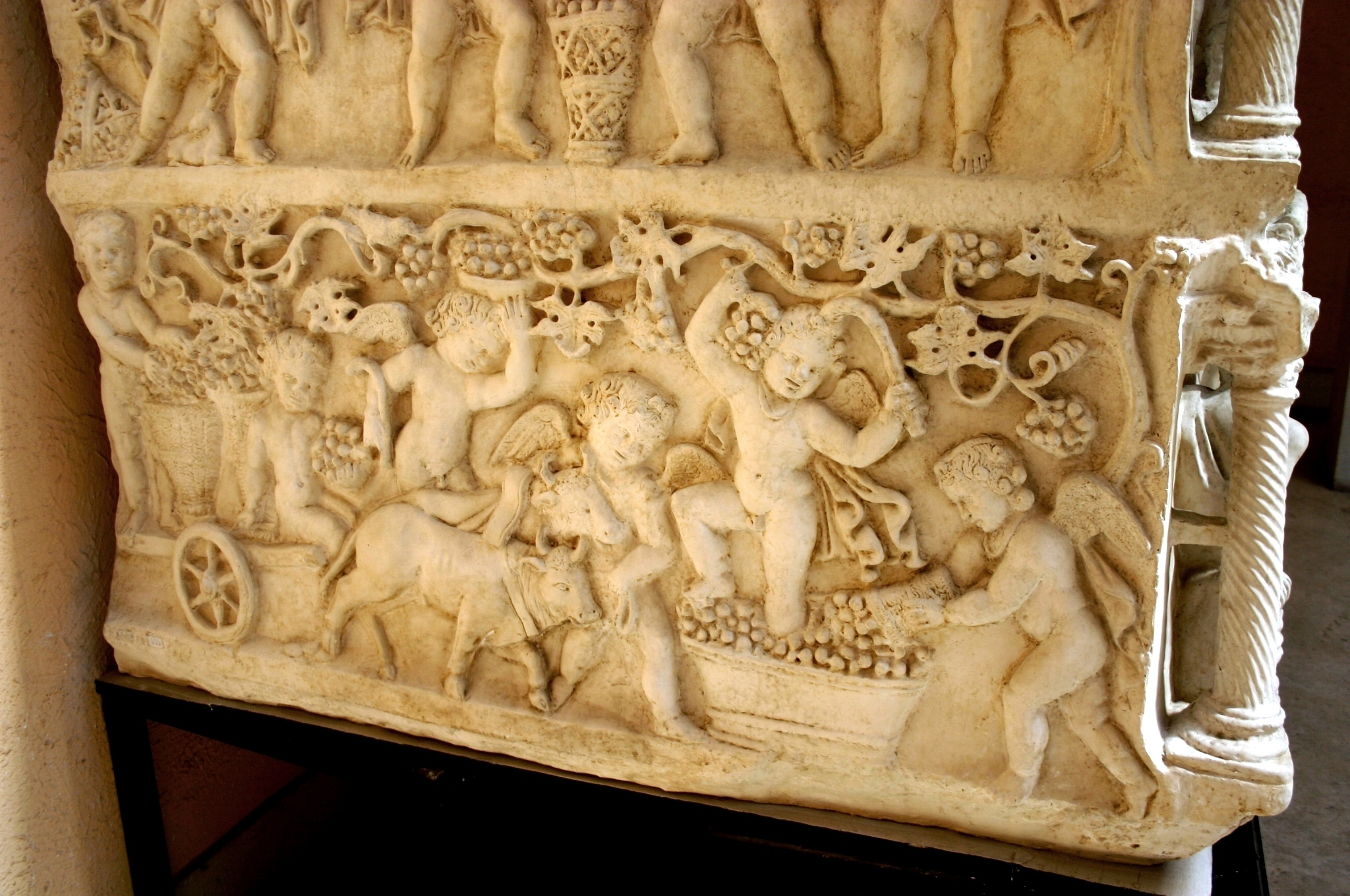
Côté du sarcophage: les angelots récoltant la vigne.
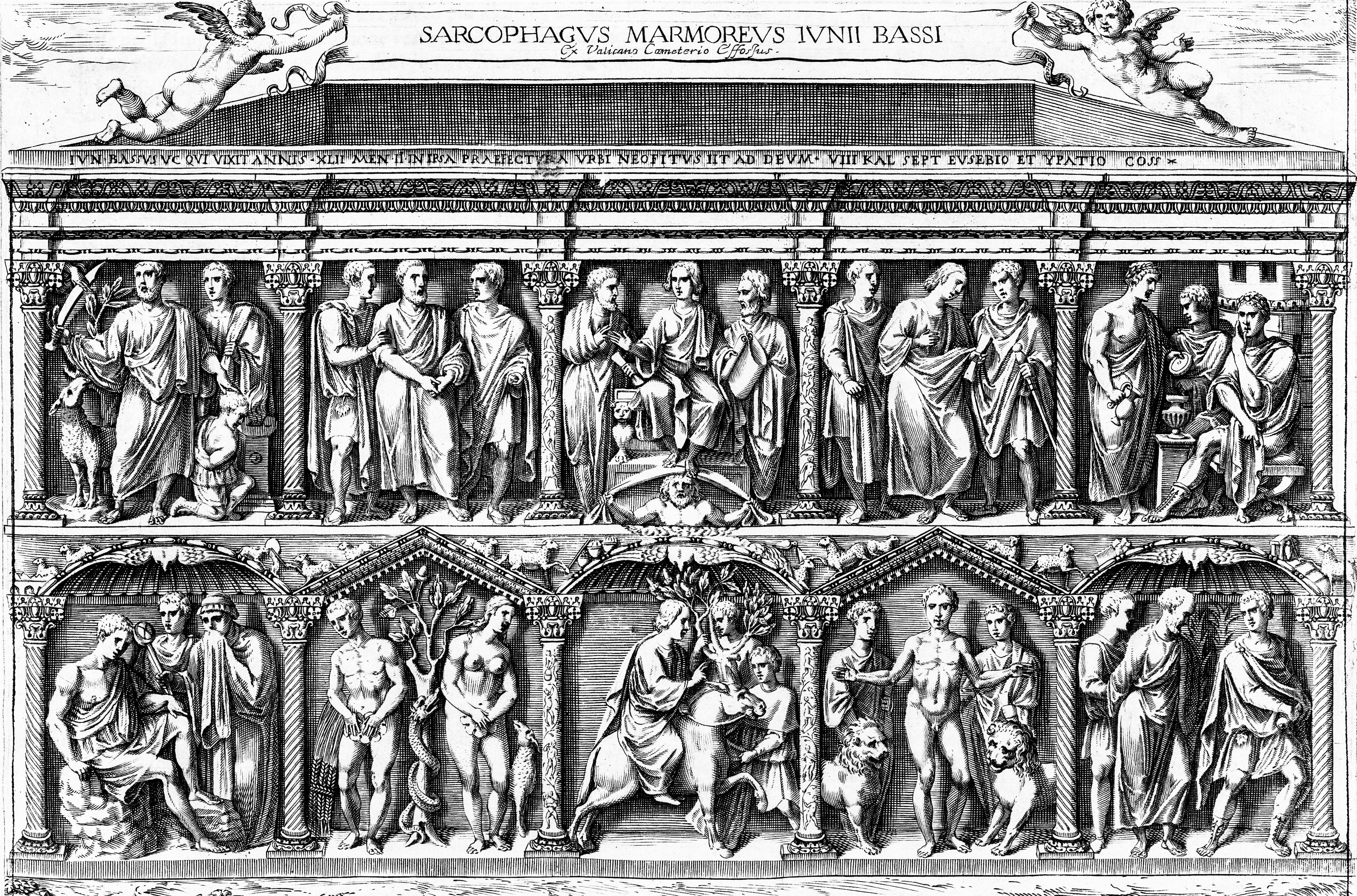